# Faja de Oro (Chiapas)
Faja de Oro es una localidad del estado mexicano de Chiapas. Es parte del municipio de Cacahoatán.

## Toponimia
El de la localidad rinde homenaje al buque petrolero mexicano Faja de Oro, cuyo hundimiento en 1942 causó la entrada de México en la Segunda Guerra Mundial.

## Demografía
| Gráfica de evolución demográfica |
|                                  |

| Censo | Población |
| ----- | --------- |
| 1950  | 566       |
| 1960  | 784       |
| 1970  | 905       |
| 1980  | 1 352     |
| 1990  | 1 833     |
| 2000  | 2 031     |
| 2010  | 2 356     |
| 2020  | 2 674     |